# 쌍용 트랜스타

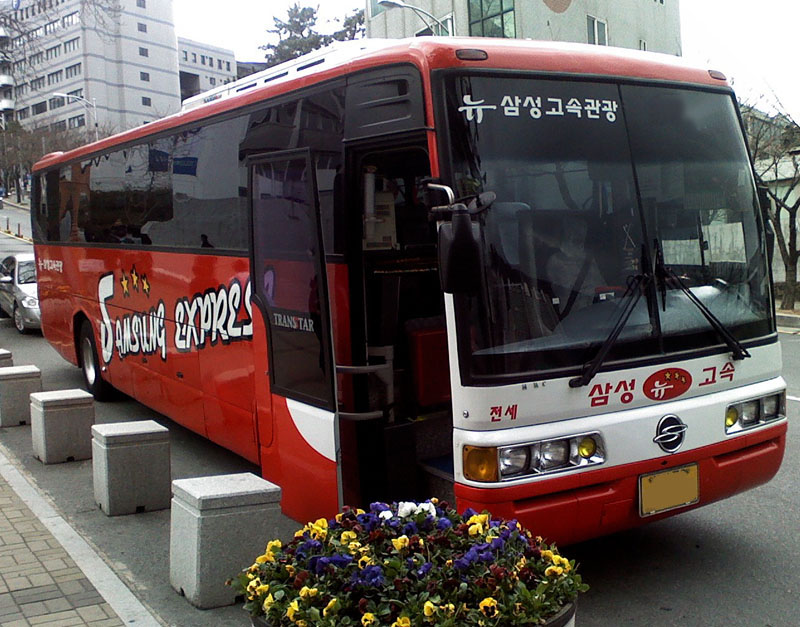
1997년식 최후기형 쌍용 트랜스타 S 전측면

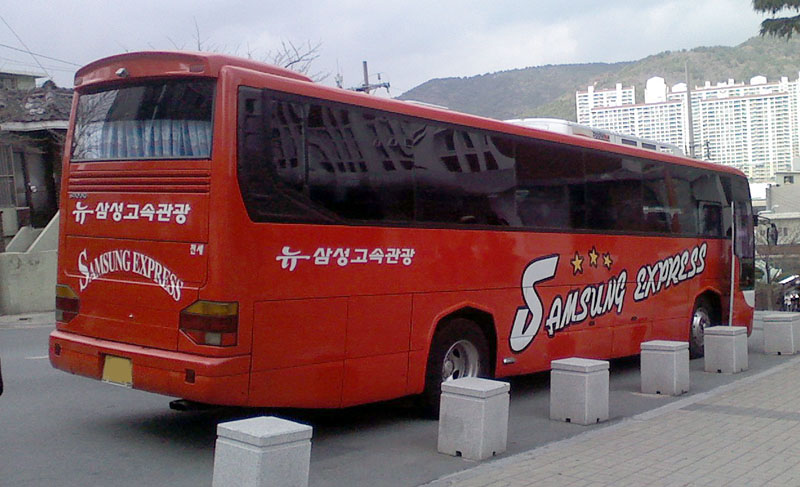
1997년식 최후기형 쌍용 트랜스타 S 후측면

쌍용 SB85/SB88 트랜스타(SSangYong SB85/SB88 Transstar)는 KGM커머셜이 독일 다임러-벤츠와의 기술제휴로 1994년 SB33 / SB66 시리즈의 후속 차종으로 내놓은 대형 버스이며, 쌍용자동차의 마지막 대형 버스 차종이다. 차명은 'Transportation'과 'Star'의 합성어이다.

## 역사
동아자동차 시절부터 생산된 '코스믹 에어로'라는 별칭을 가진 HA30 / HA60의 차체를 계승한 SB33 / SB66 시리즈를 생산하던 쌍용자동차는 기존 버스 차종이 판매 부진으로 어려움을 겪던 중 무쏘의 개발을 계기로 1991년부터 기술제휴 관계를 맺게 된 독일 메르세데스-벤츠의 O-404 버스를 대한민국형 모델로 개량하기로 결정하고 개발을 시작하여 1994년 6월 20일 신형 버스인 SB88 트랜스타를 시판하였다.
메르세데스-벤츠의 상용 차종에 탑재된 6기통 OM401LA 터보 인터쿨러 엔진과 8기통 OM442A 터보엔진을 탑재한 트랜스타는 1996년 8월 1일 부분변경 모델 출시와 함께 기존의 OM401LA 엔진을 OM441LA 터보 인터쿨러 엔진으로 대체와 출력 부족 문제를 개선하였다.
1994년 10월 요르단과 도미니카 공화국에 수출한 것을 시작으로 1996년 10월에는 중국에 수출하는 등 현대 유니버스 이전에 대한민국에서 만든 상용차로서는 드물게 해외에 진출하여 품질을 인정받았다.
그러나 1998년 쌍용의 경영난으로 인해 쌍용자동차는 대우그룹에 인수되었으며, 자일대우버스 차종과의 투자중복 및 경쟁력 취약의 원인으로 트랜스타는 후속 차종 없이 단종에 따라 쌍용자동차는 대형 버스 시장에서 완전히 철수하였다. 결국 2000년 쌍용자동차의 버스 생산 라인은 모두 중국 업체로 매각되었다.

## 특징
대한민국에서 만든 버스 최초로 전면 일체형 대형 유리를 채택하였으며, 고강도 아연도금 강판을 채용하여 내식성을 높였다. 또한 리어 스포일러를 기본 장착과 고속주행 안정성을 높였으며, 스포일러에는 후방 카메라를 장착하여 후방시야 문제를 해결하였다.
초기에는 벤츠의 OM401LA 엔진과 OM442A 엔진을 탑재하였으나 OM401LA 엔진은 출력부족 문제가 제기되어 부분 변경과 함께 OM441LA 엔진으로 대체되었다. 트랜스타의 엔진은 독일 다임러-벤츠가 설계한 100만 km 무보링 엔진으로서 발매 당시 대한민국에서 만든 버스 중 가장 높은 출력인 340마력을 내었으며, 기본적으로 벤츠의 보조브레이크인 COTV(COnstant Throttle Valve)를 장착하여 내리막길에서 안전한 주행이 가능하였다.
1군 고속버스 회사 중에서는 금호고속과 중앙고속에서 운용한적이 있었다.

## 라인업

### 준고속형(11.5m급)
- S (SB85S) : OM401LA / OM441LA 엔진
- P (SB85P) : OM441LA 엔진 (1996년부터 시판)

### 고속형(12m급)
- H (SB88H) : OM441LA / OM442A 엔진, 일반고속용
- V (SB88V) : OM441LA / OM442A 엔진, 우등고속용

## 경쟁 차종
- 대우 BH
- 현대 에어로
- 기아 그랜버드